# Arkoub
Arkoub est une région située dans le district de Hasbaya au Liban et qui englobe 5 villages : Chebaa, Kfarchouba, Al Hebariyeh, Kfarhamam et Rachaya el Foukhar.